# Движение за национална независимост на Латвия
Движение за национална независимост на Латвия (на латвийски: Latvijas Nacionālās Neatkarības Kustība, съкратено LNNK) е политическа организация в Латвия от 1988 г. до средата на 90-те години.
Тя се формира през 1988 г. като радикално крило на латвийското националистическо движение. За разлика от по-масовия Латвийски народен фронт, който първоначално подкрепя действия за повече автономия на Латвия в рамките на Съветския съюз, от самото си начало движението настоява за независимост. Лидери са Едуард Берклавс, Александър Кирщайнс, Андрейс Крастинш, Ейнарс Репше и Юрис Добелис.
След като Латвия възвръща независимостта си, движението става политическа партия и се преименува на Национална консервативна партия. Тя печели 15 места от 100 в парламентарните избори през 1993 г. и е влиятелна опозиционна партия. През 1993 г. кандидатът ѝ за министър-председател е Йоахим Зигерист, който губи само с един глас. LNNK печели общинските избори в латвийската столица Рига през 1994 г., но след това популярността ѝ бързо спада. Партията губи половината от местата си в парламента на парламентарните избори през 1995 г. и впоследствие се слива със „За отечество и свобода“ (Tēvzemei un Brīvībai), друга дясна партия с подобен произход от времето на латвийското движение за независимост.
След като влиза в съюз с „Отечество и свобода“, партията все повече се стреми да пропагандира „латвийската“ визия за Латвия, подчертавана от редица спорни реклами, насърчаващи консумацията на латвийски стоки и предупреждаващи за опасностите от нелатвийци.
Организация с подобни цели и почти идентично име, Естонска национална партия за независимост, съществува за известно време и в Естония.